# Erik Eriksson Grijs

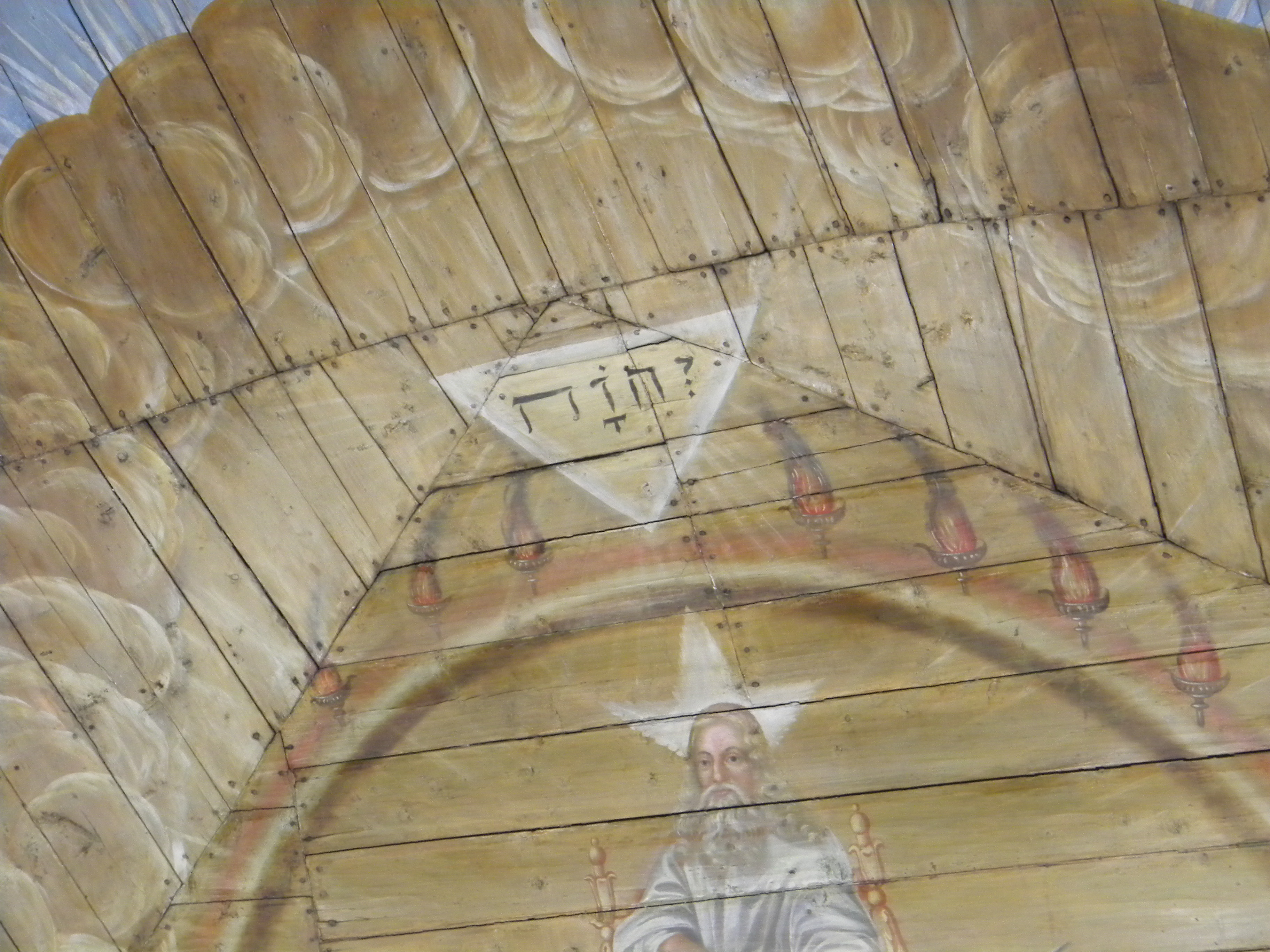
Del av takmålningarna i Kungälvs kyrka.

Erik Eriksson Grijs, född omkring 1645 i Gävle, död 1720 i Göteborg, var en svensk kyrkomålare.

## Biografi
Erik Eriksson Grijs var gift år 1678 med Barbara Rasens (död 1719) i Göteborg. Hans syskon var brodern Magnus Eriksson Grijs i Norrköping och systrarna Ingrid Eriksdotter Grijs gift Lind i Stockholm och Katarina Eriksdotter Grijs gift Aureller i Gävle. De var barn till gävleborgaren Erik Andersson Grijs, kopparhandlare i Gävle.
Bröderna Magnus Grijs och Erik Grijs lärde målarkonsten från 1650-talets mitt hos äldre svågern konterfejaren Johan Aureller d.ä. i Gävle.
Erik Grijs var ämbetsmålare och kyrkomålare i Göteborg och var, liksom sin äldre bror Magnus, en gynnare av sitt skrå. Han var troligen en av de mest pådrivande initiativtagarna till att skapa Göteborgs Stadz Konst- och MålarEmbete. Skrået bildades 1702 och han blev dess förste ålderman fram till sin död 1720.
Grijs tillhör inte de mest framstående konstnärerna. Han tecknade en smula tafatt och stelt och valde ofta väl hårda färger. Samtidigt ägde han en beundransvärd målarglädje och lust att skapa och hans målningar i Kungälvs kyrka är omskrivna. 

## Verk
- 1675 Bolstads kyrka. Altartavla. Bevarad.
- 1680 (cirka) Skålleruds kyrka. Målning av tak och läktarbröstning. Delvis bevarad.
- 1680 Fässbergs kyrka. Målning av kyrka och predikstol. Försvunnet.
- 1695–1697 Marstrands kyrka. Måleriarbeten, ej tak.
- 1696 Marstrands kyrka. Ny altaruppsats. Försvunnen.
- 1697–1698 Kungälvs kyrka. Takmålning. Bevarad.
- 1703 Ytterby gamla kyrka. Takmålning. Försvunnet.
- 1703 Sjötofta kyrka. Stoffering av hela kyrkan och predikstol. Fragment av takmålning bevarade i nya kyrkan.
- 1704 Klövedals kyrka. Altartavla. Bevarad.
- 1707 Torps kyrka, Bohuslän. Målning av tak och läktare. Försvunnet.
- 1707 Myckleby kyrka. Takmålning. Försvunnet.
- 1711–1716 Kållereds kyrka. Stoffering av altartavla 1711, av predikstol 1711–1713 och takmålning 1715–1716. Allt bevarat
- 1712 Marstrands kyrka. Renovering av predikstol. Försvunnet.
- Tidigt 1700-tal Lundby gamla kyrka. Målning av tak, predikstol och läktarbröstning. Bevarade.